# Оэ (Бельгия)
Оэ́ (фр. Ohey, валлон. Ohè) — коммуна в Валлонии, расположенная в провинции Намюр, округ Намюр. Принадлежит Французскому языковому сообществу Бельгии. На площади 56,62 км² проживают 4 283 человека (плотность населения — 76 чел./км²), из которых 48,80 % — мужчины и 51,20 % — женщины. Средний годовой доход на душу населения в 2003 году составлял 11 005 евро.
Почтовый код: 5350—5354. Телефонный код: 085.